# فرودگاه لکهیمپور کهری
فرودگاه لکهیمپور کهری (به انگلیسی: Lakhimpur Kheri Airport) (به زبان بومی: लखीमपुर खीरी हवाई अड्डा) یک فرودگاه است. این فرودگاه در کشور هند قرار دارد.